# Uti possidetis juris
« Intangibilité des frontières » redirige ici. Pour l'inviolabilité des frontières, voir Intégrité territoriale.
Uti possidetis juris est une expression juridique, faisant référence à la maxime uti possidetis, ita possideatis, qui signifie « de la façon dont vous possédez [une chose, un territoire, ...], que vous possédiez ainsi [cette chose, à l'avenir] » en latin. C'est un principe provenant du droit romain et visant à aplanir un conflit et/ou à éteindre des revendications en entérinant de jure une situation de facto (généralement ancienne). En droit international, il est aussi appelé principe de l'intangibilité des frontières, par lequel des États nouvellement indépendants ou bien les belligérants d'un conflit conservent leurs possessions pour l'avenir ou à la fin dudit conflit, nonobstant les conditions de traités antérieurs.
La Cour internationale de justice dans l'arrêt Burkina Faso/République du Mali le définit ainsi : « Le principe de l'intangibilité des frontières vise avant tout à assurer le respect des limites territoriales d'un État au moment de son indépendance. Si ces limites n'étaient que des limites entre divisions administratives relevant initialement de la même souveraineté, l'application du principe uti possidetis emporte leur transposition en frontières internationales proprement dites ».

## Histoire
Relatif à un territoire initialement acquis par la force ou la guerre, le principe de l'« intangibilité des frontières » est utilisable dans les deux sens : il autorise le perdant à contester ses pertes et à réclamer compensation, mais aussi le gagnant à faire valoir ses arguments pour légaliser sa prise. Le terme a été historiquement utilisé lors du retrait de l'Empire espagnol d'Amérique du Sud, au XIXe siècle : en s'appuyant sur le principe de l'« intangibilité des frontières », les nouveaux États d'Amérique latine cherchèrent à s'assurer qu'il n'y aurait pas de terra nullius entre eux lors du retrait espagnol. Il s'agissait aussi de réduire la possibilité de guerres frontalières entre les nouveaux États indépendants. 
Cette politique ne fut pas totalement couronnée de succès, comme le prouva la Guerre du Pacifique (1879-1884).
Pour légitimer les conquêtes territoriales, le principe de l'intangibilité des frontières a servi à légitimer l'annexion de l'Alsace-Lorraine par l'Empire allemand en 1871. Plus récemment, il a aussi servi à transformer en frontière internationalement reconnue la ligne de front telle qu'elle était à l'issue de la Guerre israélo-arabe de 1948-1949, ou encore pour établir les frontières des nouveaux États indépendants issus de la décolonisation ou de la dislocation d'États fédéraux (URSS, Yougoslavie, Tchécoslovaquie) en s'assurant que les nouvelles frontières de jure s'accordent avec les limites de facto des anciennes entités coloniales ou fédérés.
Le principe de l'« intangibilité des frontières » peut parfois aboutir à de nouveaux États reconnus par la communauté internationale (Érythrée, Soudan du Sud, États issus de la dislocation de l'URSS par exemple) mais aussi parfois à la non-reconnaissance juridique de nouveaux États auto-proclamés (Abkhazie, Serbosnie, Somaliland par exemple) ou du rattachement de tel ou tel territoire à un autre État (la Crimée à la Russie par exemple).

### Décolonisation
Le même principe fut appliqué à l'Afrique et à l'Asie lors du retrait des puissances européennes. À la suite de la « guerre des sables » entre le Maroc et l'Algérie, l'Organisation de l'unité africaine décida en 1964 que le principe de l'intangibilité des frontières coloniales — le principe-clé de l’uti possidetis juris — serait appliqué à travers toute l'Afrique. Une grande partie de l'Afrique était déjà indépendante à ce moment, la résolution était donc une directive politique pour régler les contestations territoriales grâce à un traité se fondant sur les frontières préexistantes.

### Éclatement d'États fédéraux
Le principe de l'intangibilité des frontières fut également appliqué aux nouveaux États indépendants des anciennes Union soviétique et Yougoslavie, sur la base qu'une république socialiste soviétique (RSS, pour l'URSS) ou une république socialiste (RS, pour la Yougoslavie), sujets fédérés juridiquement égaux aux autres membres de la fédération, pouvait devenir un État souverain, mais pas les républiques ou régions « autonomes » (subordonnée à un sujet fédéral) ni les entités qui n'existaient pas auparavant : c'est pourquoi, en 1991, les anciennes régions autonomes (RSSA, oblasts, … en URSS ; régions autonomes en Yougoslavie) qui ont tenté de proclamer leur indépendance (Tatarstan, Tchétchénie et bien d'autres en URSS ; Kosovo en Yougoslavie) ou d'autres entités sécessionnistes de ces pays (voir dislocation de la Yougoslavie) n'ont pas été juridiquement reconnues.
Selon les professeurs de droit José Woerhling et Stéphane Beaulac, le concept d’uti possidetis juris ne pourrait pas trouver application en cas de sécession du Québec, car le Québec se trouve en dehors du contexte colonial envisagé dans l'affaire « Burkina Faso c. République du Mali ». Selon eux, le rapport Pellet de 1992 a commis une erreur en étendant le concept d’uti possidetis juris en dehors du contexte colonial envisagé par le droit international.

### Autres cas
Le Soudan du Sud indépendant reprend les frontières de la région autonome jusqu'alors au sein du Soudan. Cependant, des divergences demeurent sur certains points de la frontière.

## Contestations
Dans de nombreux cas le principe de l'intangibilité des frontières est contesté. Plusieurs centaines de litiges opposent des états souverains ou des mouvements politiques ou politico-militaires à des États, revendiquant des changements de frontières, la révision de traités, ou la reconnaissance de l'indépendance d'un territoire. Par exemple, en Afrique, le Soudan ne reconnaît pas sa frontière actuelle de jure avec l'Égypte sur la mer Rouge, qui lui ont été imposées au nom du principe de l'intangibilité des frontières, et revendique le retour aux frontières administratives antérieures ; en Asie, l'Inde ne reconnaît pas les frontières de facto au Cachemire, qu'elle revendique en totalité à la Chine et au Pakistan, et la Chine ne les reconnaît pas dans l'Arunachal Pradesh, qu'elle revendique presque en entier à l'Inde. Dans certains cas (voir ci-dessous), ces revendications peuvent aboutir et être partiellement ou totalement reconnus de jure.

## Dérogations
Cependant, depuis 1995, on a dérogé de plus en plus souvent au principe de l'intangibilité des frontières. La révision en faveur de l'Ukraine du traité frontalier soviéto-roumain de 1946 validé à la Conférence de paix de Paris en 1947, par l'accord frontalier roumano-ukrainien signé le 2 juin 1997 à Constanza, et par l'arrêt (répartissant la zone maritime au large) rendu par la Cour internationale de justice le 3 février 2009 a été la première dérogation importante : la Roumanie y a perdu l'île des Serpents avec ses eaux territoriales en Mer Noire, ainsi que cinq autres îles et l'accès au chenal navigable du bras danubien de Chilia.
Exemple plus significatif encore, en 2008, la reconnaissance par un tiers de la communauté internationale de l'indépendance du Kosovo (ancienne région autonome de la Serbie et non état fédéré de la Yougoslavie) a ouvert la voie à la reconnaissance, par la Russie et quelques autres pays, de l'Ossétie du Sud et de l'Abkhazie (régions autonomes de la Géorgie), puis de la Transnistrie par ces entités (la Transnistrie n'avait eu aucune forme d'autonomie territoriale dans le cadre soviétique, ni comme république fédérée, ni comme région autonome). Le phénomène a fait « tache d'huile » et en 2014, sur la quinzaine d'états auto-proclamés et/ou ayant des problèmes de reconnaissance internationale (voir États non reconnus internationalement) seul le Somaliland et l'État islamique ne sont reconnus par aucun gouvernement. Le danger est double : d'une part la tentation des groupes séparatistes de proclamer unilatéralement leur indépendance augmente, d'autre part sans reconnaissance internationale unanime (comme dans le cas du Soudan du Sud), l'entité auto-proclamée demeure souvent hors de l'ONU et de la légalité internationale (avec tous les trafics et dérives consécutives), constitue un abcès de fixation des tensions géopolitiques et engendre des risques de conflits armés. 
Plus facilement admise, car jugée plus équitable, est la dérogation sans perte d'étendue territoriale, par réajustement technique des frontières par des commissions de délimitation, à partir du moment où ce réajustement se fait dans le cadre de traités frontaliers en vigueur et sur le principe de la conservation de la superficie globale des états parties prenantes. Ce fut souvent le cas avec des îles fluviales contestées. Toutefois certains de ces réajustements ont donné lieu à des contestations : par exemple, un projet d'échange territorial entre la Moldavie et l'Ukraine a échoué et le principe de l'intangibilité des frontières l'a emporté.

## Sources et bibliographie
- Cet article est partiellement ou en totalité issu de l'article intitulé « Principe de l'intangibilité des frontières » (voir la liste des auteurs).
- Gaël Abline, Sur un nouveau principe général du droit international : l’uti possidetis, thèse de droit public de l'université d'Angers, sous la direction de Rahim Kherad, 2006, disponible sur tel.
- Anouche Beaudouin, Uti possidetis et sécession, Paris, Dalloz, 2011, 667 p.
- A. Benmessoud-Tredano, Intangibilité des frontières et espace étatique en Afrique, LGDJ, Paris, 1989, 255 p.
- D. Bourjoll-Flech, Heurs et malheurs de l'Uti posseditis, RJPIC no 3, été 1981, pp. 811-835.
- Jean Maurice Djossou, L'Afrique, le GATT et l'OMC : entre territoires douaniers et régions commerciales, L'Harmattan, 2000, 265 p.
- T. Van Minh, « Remarques sur le principe de l'intangibilité des frontières », in Peuples et états du tiers-monde face à l'ordre international, PUF, Paris, 1978, pp. 51-108.
- Jean.Marc Sorel, Rostane Mehdi, « L'uti possidetis entre la consécration juridique et la pratique : essai de réactualisation », Annuaire français de droit international, vol. 40, 1994, p. 11-40, voir en ligne sur Persée.
- (en) Saadia Touval, « Treaties, Borders, and the Partition of Africa », Journal of African History vol. VII, no 2, 1966, p. 279-293.
- (en) Saadia Touval, « Africa’s frontiers », International affairs, vol. 42, 1966.
- (en) Saadia Touval, The Boundary Politics of Independent Africa, Harvard University Press, Cambridge, 1972, 352 p.